# Motala distrikt
Motala distrikt är ett distrikt i Motala kommun och Östergötlands län. 
Distriktet ligger i och omkring Motala. 

## Tidigare administrativ tillhörighet
Distriktet inrättades 2016 och utgörs av området Motala stad omfattade till 1971, som 1948 införlivade socknarna Vinnerstad och Motala.
Området motsvarar den omfattning Motala församling hade 1999/2000 och fick 1967 efter införlivning av Vinnerstads församling.